# SV Heidekraut Andervenne
Der SV Heidekraut Andervenne (vollständiger Name: Sportverein Heidekraut Andervenne e.V.) ist ein Sportverein aus Andervenne im Landkreis Emsland. Die erste Fußballmannschaft der Frauen spielte zwei Jahre in der drittklassigen Regionalliga Nord.

## Geschichte
Erstmals wurde der Verein im Jahre 1947 gegründet. Dieser Verein löste sich jedoch schon fünf Jahre später auf. Der heutige SV Heidekraut wurde 1987 gegründet und hat über 500 Mitglieder in den Abteilungen Fußball, Badminton, Frauensport, Karate, Kinderturnen, Montagssport, Tischtennis und Tanzalarm.
Sportliches Aushängeschild des Vereins sind die Fußballerinnen. Diese schafften 1999 den Aufstieg in die Bezirksklasse und ein Jahr später den Durchmarsch in die Bezirksliga. Im Jahre 2003 gelang der Aufstieg in die viertklassige Niedersachsenliga, die sich ab 2008 Oberliga Niedersachsen nennt. Im Jahre 2012 sicherte sich die Mannschaft erstmals die Meisterschaft der Oberliga Niedersachsen-West, verlor aber das entscheidende Aufstiegsspiel zur Regionalliga gegen die zweite Mannschaft des VfL Wolfsburg mit 1:6. Zwei Jahre später folgte die zweite Staffelmeisterschaft dank einer um zwei Treffer besseren Tordifferenz gegenüber dem SV Union Meppen. Das Entscheidungsspiel um den Aufstieg zur Regionalliga verlor der SV Heidekraut gegen den TSV Limmer mit 4:5 nach Elfmeterschießen. Da der TSV Eintracht Immenbeck seine Mannschaft aus der Regionalliga zurückzog, durfte auch der SV Heidekraut aufsteigen. Nach zwei Jahren musste die Mannschaft wieder absteigen.
Die erste Männermannschaft des Vereins spielt in der 3. Kreisklasse Emsland-Süd.

## Persönlichkeiten
- Thilo Leugers
- Rainer Persike